# Entreprise tunisienne d'activités pétrolières
L'Entreprise tunisienne d'activités pétrolières (arabe : المؤسّسة التونسية للأنشطة البترولية) ou ETAP est une entreprise publique de Tunisie fondée en 1972 et dont l'objet est de prospecter, d'explorer et de produire du pétrole et du gaz naturel sur le territoire et dans les eaux territoriales tunisiennes.

## Production
L'ETAP produit 2,3 millions de tonnes de pétrole par an, soit une moyenne de 71 000 barils par jour, dont 1,4 million de tonnes sont exportées. 73 % sont produits par six concessions : El Borma (Sud tunisien), Ashtart, Oued Zar, Adam, Didon et Miskar. Les réserves de pétrole représentent aujourd'hui 39 millions de tonnes. 
L'entreprise produit 6,8 millions de Nm3 de gaz naturel par an dont 5,2 pour la seule concession de Miskar (golfe de Gabès). Les réserves sont aujourd'hui évaluées à 425 millions de Nm3.

## Partenariats
En 2019, elle possède également des participations dans 38 sociétés de l'industrie pétrolière (comme la SEREPT) ou dans d'autres secteurs (comme la Banque tunisienne de solidarité).
25 licences de recherche et de prospection sont valides et confiées à des entreprises pour prospecter sur une superficie de 86 451 km2 (50 696 km2 onshore et 35 755 km2 offshore).
29 concessions (dans lesquelles l'ETAP possède au moins 50 % des parts) sont en activité, et représentent 77,82 % de la production nationale.